# Piney Township (comté de Texas, Missouri)
Piney Township est un township, situé dans le comté de Texas, dans le Missouri, aux États-Unis,.
Le township est fondé en 1845 et baptisé en référence à la rivière Big Piney (en).

### Source de la traduction
- (en) Cet article est partiellement ou en totalité issu de l’article de Wikipédia en anglais intitulé « Piney Township, Texas County, Missouri » (voir la liste des auteurs).